# 267년
267년은 율리우스력의 화요일로 시작하는 평년이다. 

## 연호
- 서진(西晉) 태시(泰始) 3년
- 오(吳) 보정(寶鼎) 2년

## 기년
- 서진(西晉) 무제(武帝) 3년
- 오(吳) 말제(末帝) 4년
- 신라(新羅) 미추 이사금(味鄒泥師今) 6년
- 고구려(高句麗) 중천왕(中川王) 20년
- 백제(百濟) 고이왕(古爾王) 34년

## 사건

### 장소별

#### 로마 제국
- 1차 고트족 침공: 스칸디나비아에서 온 고트족이 사르마티아인(이란 출신)과 함께 발칸과 그리스를 침공하다. 그들은 모이시아 지방과 트라키아 지방을 초토화 시킨다.
- 헤룰리족이 흑해 연안 침공을 개시하다. 비잔티움과 키지코스를 공격하지만 실패한다. 헤룰리족의 함대(500척)는 로마 함대에 패배하지만 에게해로 탈출하는데 성공하여 렘노스섬과 스키로스섬을 약탈한다.
- 고트족들은 아테네, 스파르타, 코린토스, 아르고스를 포함한 그리스 남부 지역의 도시들을 약탈한다. 아테네가 약탈 당한뒤, 역사가 덱시푸스가 이끄는 아테네의 민병대(2000명)가 침략자들을 북쪽으로 밀어낸다. 그리고 황제 갈리에누스가 이끄는 로마군이 마케도니아와 트라키아 국경 인근 네스토스강 인근에서 고트족 군세와 회전을 벌여 중대한 승리를 거두다.
- 이탈리아의 방위 책임자인 아우렐리아누스가 빅토리누스(골의 공동황제)에게 승리를 거두고 병사들에게 황제로 옹립되어 로마로 진군한다.

#### 근동
- 팔미라의 국왕 셉티무스 오다이나투스가 고트족에게 점령당한 카파도키아 공격 계획을 세운다. 하지만 국왕은 장자와 함께 조카에 의해 암살당한다. 팔미라의 왕위는 오다이나투스의 아내인 제노비아에게 승계되어 그녀는 어린 아들과 함께 팔미라 제국을 공동 통치한다.